# Timm-Marvin Schattling
Timm-Marvin Schattling (* 1990 in Lüneburg) ist ein deutscher Schauspieler.

## Leben
Schattling spielte bereits während seiner Schulzeit mehrere Theaterrollen am Stadttheater Lüneburg und im Theater e.novum Lüneburg.
Nach einem erfolgreichen Casting in Hamburg spielte er ab 2002 die Titelrolle in dem Musical Emil und die Detektive in einer Bühnenfassung nach dem Jugendbuch von Erich Kästner am Hamburger Operettenhaus. Im Anschluss daran folgten mehrere Episodenrollen in Fernsehserien, unter anderem in Broti & Pacek – Irgendwas ist immer, alphateam – Die Lebensretter im OP, Großstadtrevier, Notruf Hafenkante und In aller Freundschaft.
Außerdem spielte Schattling in dem Flüchtlingsdrama Prager Botschaft die Rolle des Flüchtlingsjungen Daniel an der Seite von Anneke Kim Sarnau und Christoph Bach.
2010 spielte Schattling in der ARD-Komödie Spätlese Leon Jahn, den Sohn von Michael Fitz.
Im Jahre 2010 beendete Timm-Marvin Schattling seine Schulzeit auf dem Gymnasium Wilhelm-Raabe-Schule mit dem Erreichen der Fachhochschulreife.

## Filmografie
- 2002: Broti & Pacek – Irgendwas ist immer – Auf Teufel komm raus
- 2003: Die Rettungsflieger – Trennung tut weh
- 2003: Großstadtrevier – Heiße Tonne
- 2004–2006: Alphateam – Die Lebensretter im OP
- 2005: Großstadtrevier – Einsame Helden
- 2006: Prager Botschaft
- 2007: Notruf Hafenkante – Das brennende Brautkleid
- 2007: Deadline – Jede Sekunde zählt
- 2008: In aller Freundschaft – Wahre Schönheit
- 2010: SOKO Stuttgart – Stimmen der Straße
- 2011: Da kommt Kalle – Bodyguards
- 2011: Herzflimmern – Die Klinik am See
- 2011: Bendisberg
- 2012: Die Stimme der Freiheit
- 2012: Wohin der Weg mich führt
- 2013: Wehrmann (Kurzfilm)
- 2013: Küstenwache – Starkstrom

## Theaterrollen
- 2012: Tod im Turm (Theater Lüneburg)
- 2011: Fame (Theater Lauenburg)
- 2011: Eleonore – Schlacht in der Göhrde
- 2010: Honk (Musical)[7] (Theater Lauenburg)
- 2009: Die Vögel
- 2008: Ich dusche gerne nackt
- 2008: Orpheus (Oper)
- 2007: Turandot
- 2006–2008 Six-Pack (Theater-Soap)
- 2006: Die Spielverderber
- 2005: verforscht
- 2003–2004: Evita (Musical)
- 2003: Der Bajazzo
- 2003: Orpheus & Eurydike
- 2003: Die Schneekönigin
- 2002: Emil und die Detektive (Hamburger Operettenhaus)
- 2002: Der Schneemann (Theater Lüneburg)